# Huntenkunst

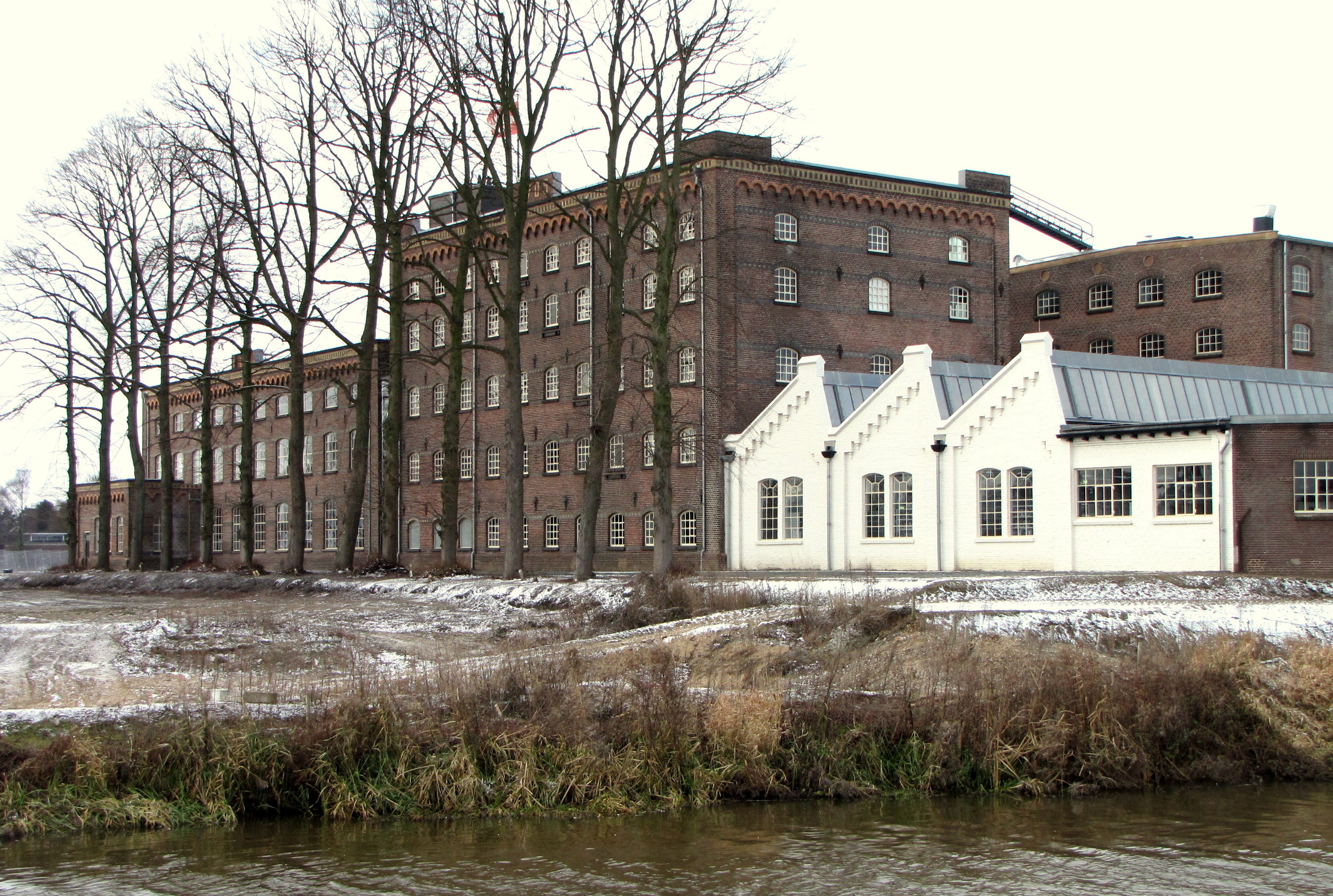
Dru Cultuurfabriek te Ulft

Huntenkunst is sinds 1992 een internationaal kunstevenement dat jaarlijks wordt georganiseerd in het DRU Industriepark te Ulft in de gemeente Oude IJsselstreek te Nederland.

## Achtergrond
De naam is afkomstig van het dorpje Veldhunten (in de volksmond: Hunten) waar de eerste edities in een tent plaatsvonden. Deelnemers uit zo'n dertig landen zijn aanwezig op de jaarlijkse manifestatie die elk jaar een ander land als thema heeft. Op het evenement is het mogelijk om de deelnemende kunstenaars te spreken, hun werken te bezichtigen en te kopen. Alle disciplines van eigentijdse beeldende kunst zijn vertegenwoordigd. Na Veldhunten werd het evenement in Doetinchem gehouden, eerst in de inmiddels gesloopte Veemarkthal en later in de sporthal van Doetinchem Zuid. Sinds 2012 is Ulft plaats van handeling.